# Renaissance Tower
Renaissance Tower, situata al 1201 di Elm Street, nel centro della città di Dallas, in Texas, è un grattacielo che ospita uffici, costruita in stile modernista. Con i suoi 270 metri d'altezza (886 piedi) è il secondo edificio più alto di Dallas. È inoltre il quinto più alto edificio del Texas e il ventitreesimo degli Stati Uniti. La costruzione dell'edificio, iniziata nel 1964, fu completata dieci anni più tardi, nel 1974, a opera dello studio di architettura Hellmuth, Obata and Kassabaum. Fu poi rinnovata e ampliata nel 1986 a opera dello studio Skidmore, Owings and Merrill.
Quando fu completata la realizzazione, Renaissance Tower era il grattacielo più alto di Dallas (216 m). Nel 1985 venne superato in altezza da Fountain Place (219 m) e dalla Bank of America Plaza (281 m). Quest'ultimo è da allora l'edificio cittadino più alto. Era inoltre chiaro che in breve il grattacielo Renaissance Tower sarebbe stato superato in altezza anche dagli edifici in costruzione Comerica Bank Tower e JPMorgan Chase Tower. Per questo motivo l'edificio subì un intervento di innovazione nel 1986: venne rifatta la parte esteriore e furono aggiunte alcune antenne trasmittenti decorative, una di esse alta 54 metri. Le modifiche subite portarono l'edificio agli attuali 270 metri, assicurandogli il secondo posto nella classifica degli edifici cittadini più alti. L'edificio ospita oggi la sede di Blockbuster.

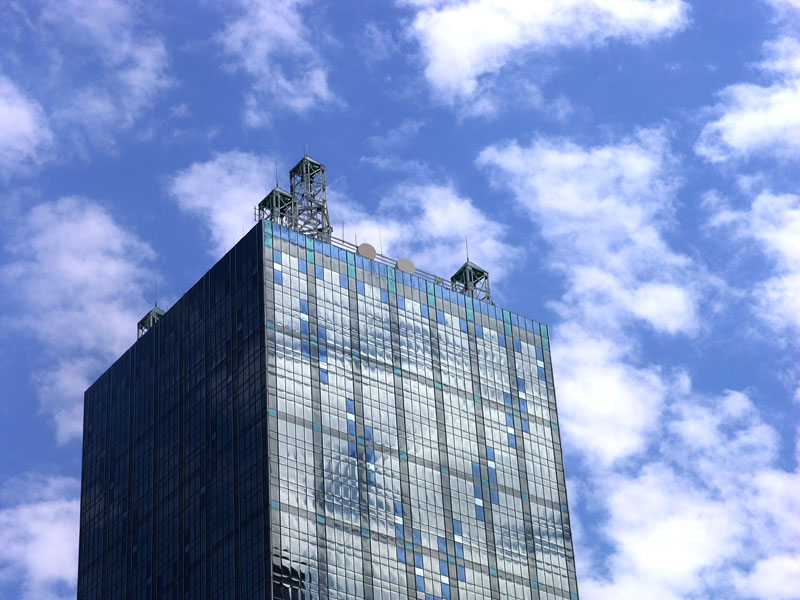
La sommità della torre.